# 노이베르크 조약

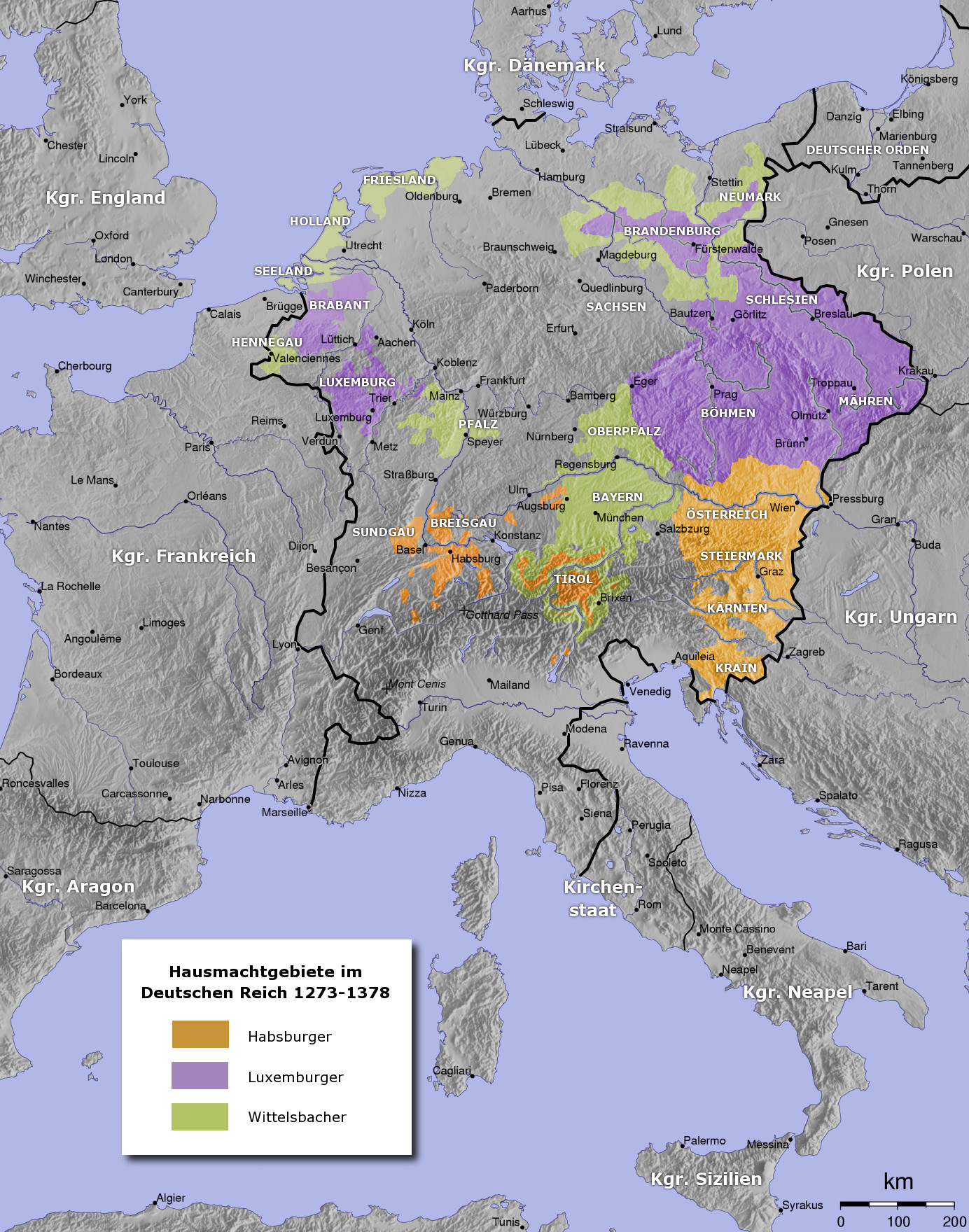
신성로마제국 내 합스부르크 영토, 1273–1378:
합스부르크가
룩셈부르크가
비텔스바흐가

노이베르크 조약(독일어: Treaty of Neuberg)은 1379년 9월 25일 오스트리아 공작 알베르 3세와 그의 형제 레오폴트 3세 사이에 체결된 조약이다. 합스부르크 가문의 세습 토지를 알베르티누스와 레오폴트 가문으로 분할하기로 결정했다.

## 배경
알베르트와 레오폴드는 1358년 아버지 알베르 2세 공작이 사망했고, 오스트리아 공국뿐만 아니라 슈타이어마르크 공국에 대한 통치를 맡았던 오스트리아 공작 루돌프 4세의 동생들이었다. 1186년 조르겐베르크 조약에 따라 오스트리아와 개인적 연합을 이루었고, 인접한 카르니올라 백작령과 함께 케른텐 공국을 다스렸다.
라이벌인 비텔스바흐와 룩셈부르크 왕조와 투쟁하는 정력적인 군주 루돌프는 즉시 프리빌레기움 마이우스에 의해 오스트리아 대공으로 승격되었다. 1363년 그는 마지막 마인하르티너 백작부인 마르그라레트로부터 티롤 백국령을 인수했고 이듬해 그의 칭호에 "크라인 공국"을 추가했다. 1365년 그가 일찍 죽자 그의 형제들은 합스부르크 왕가의 거주지인 빈에서 합스부르크 왕가의 원래 영토인 서부의 오스트리아의 영토에 이르는 중요한 제국 국가 집단을 물려받았다.

## 용어
루돌프는 1364년에 〈가문법〉(Rudolfinische Hausordnung)에 따라 동생들의 공동 통치를 선언했다. 그러나 그들은 그가 죽은 직후 서로 사이가 좋지 않았다. 1379년 9월 9일 스티리아의 노이베르그 수도원에서 분할 조약이 체결되었다.
- 알베르트와 그의 후손들(1457년에 멸종된 알베르티 누스 가계)은 오스트리아 대공국, 즉 트라웅가우와 잘츠카머구트를 포함한 후기 오스트리아 대공국을 그대로 유지했다.
- 레오폴드와 그의 후손들(레오폴트 가계)은 스티리아(당시에는 피트텐과 비너 노이슈타트 마을 포함), 카린티아, 카르니올라(1374년 이후 이스트리아의 행진에서 윈드족 행진과 영토로 확대됨), 티롤과 오스트리아의 독점 통치자가 되었다. 트리에스테와 프리울리의 인수(후자는 카르니올라에 합병됨).

영토에 관계없이 모든 합스부르크 통치자는 오스트리아 대공 칭호를 유지했다.

## 결과
레오폴트 아들들의 치하에서 레오폴트의 소유지는 내오스트리아 (즉, 스티리아, 카린티아, 카르니올라, 리토랄)와 ‘상부 오스트리아’(오늘날의 오스트리아 연방국가와 혼동하지 말 것)로 더 세분화되었으며, 티롤과 외오스트리아는 1406년부터 레오폴드의 막내아들 프리드리히 4세 공작이 다스리는 땅이 되었다.
합스부르크 가문의 알베르티누스 가계와 레오폴디니아 가계와 오스트리아 영토 사이의 분열은 왕조의 지위를 약화시켰다. 오스트리아의 알베르티노 대공 알베르 5세는 1438년 로마의 왕으로 선출되었다. 그럼에도 불구하고 그는 1년 후 사망했고, 1457년 그의 아들 라디슬라우스 포스투무스가 사망하면서 마침내 혈통이 사라졌다. 영토는 레오폴디아 대공 프리드리히에게 상속되었다. 내오스트리아의 프리드리히 5세인 알베르트의 후계자는 로마의 왕이자, 1452년부터 신성 로마 제국의 황제이기도 하다. 마침내 1490년에 모든 합스부르크 영토가 통일되었다. 프리드리히 황제의 아들인 막시밀리안 1세에게 티롤과 추가 오스트리아('상부 오스트리아')의 통치권을 넘겼다.

## 같이 보기
- 오스트리아의 역사